# 21608 Ґлойна
21608 Ґлойна (21608 Gloyna) — астероїд головного поясу, відкритий 7 квітня 1999 року.
Тіссеранів параметр щодо Юпітера — 3,525.